# Holiday Rap
«Holiday Rap» es una canción de rap de 1986 grabada por el grupo neerlandés MC Miker G & DJ Sven. Sencillo de debut del dueto, fue publicada en la mayor parte de Europa en 1986 y alcanzó un notable éxito, coronando las listas de éxitos de Francia (fue el primer número uno de rap y el sencillo 591 con mayores ventas de todos los tiempos en ese país), Suiza, Alemania y los Países Bajos. Aunque tuvo un relativo fracaso en EE. UU., el sencillo también logró entrar en el Top 10 de Canadá en la primavera de 1987.

## Música y letra
Musicalmente, la canción utilizó un sample del hit de Madonna de 1983 "Holiday", con diferente letra. En el texto, ambos cantantes cuentan diferentes historias de sus vacaciones de verano, como en Londres o Nueva York. La canción también incluye el estribillo del tema "Summer Holiday" de Cliff Richard.
El vídeo musical de la canción fue nombrado por MuchMusic el peor de 1987.

## Repertorio
CD maxisencillo
1. «Holiday Rap» (extended) — 6:22
2. «Holiday Rap» (a cappella) — 6:10
3. «Whimsical Touch» — 5:01
4. «Holiday Rap» (radio edit) — 4:27

Sencillo 7"
1. «Holiday Rap» — 4:25
2. «Whimsical Touch» — 5:00

Maxisencillo 12"
1. «Holiday Rap» — 6:20
2. «Holiday Rap» (accapella) — 6:09
3. «Holiday Rap» (hip hop instrumental) — 6:20
4. «Whimsical Touch» — 5:00

## Listas de éxitos y ventas
| Lista de éxitos (1986)    | Máxima posición |
| ------------------------- | --------------- |
| Austrian Singles Chart    | 2               |
| Canadian Singles Chart    | 9               |
| Dutch Top 40              | 1               |
| French SNEP Singles Chart | 1               |
| German Singles Chart      | 1               |
| Norwegian Singles Chart   | 3               |
| Swedish Singles Chart     | 7               |
| Swiss Singles Chart       | 1               |
| UK Singles Chart          | 6               |

| Lista de éxitos al final de año (1986) | Posición |
| -------------------------------------- | -------- |
| Austrian Singles Chart                 | 29       |
| Dutch Top 40                           | 14       |
| Swiss Singles Chart                    | 27       |

| País    | Certificación | Fecha | Ventas certificadas | Ventas físicas |
| ------- | ------------- | ----- | ------------------- | -------------- |
| Francia | Plata         | 1985  | 200 000             | 496 000        |